# 2020年美國參議院選舉
2020年美国参议院选举于2020年11月3日举行，和總統選舉及眾議院選舉一併舉行，參議院33个二组席位将在定期选举中进行改选。当选者将从2021年1月3日至2027年1月3日任职六年。此外，还将举行两次特别选举：一次在亚利桑那州举行特别选举，以填补2018年約翰·麥凱恩去世造成的空缺；另一次在喬治亞州举行特别选举，以取代2019年底強尼·艾薩克森辞职后造成的空缺。
自2014年，上一次定期举行的2组参议院席位选举中，共和党人从民主党人手中夺得净9个席位，获得参议院多数席位。共和党在2016年和2018年捍卫了这一多数，并在2018年选举后获得53个参议院席位。2018年大选后，民主党获得45个席位，与民主党共同召开党团会议的独立人士获得两个席位。
包括亚利桑那州和喬治亞州的特别选举在内，共和党在2020年力争捍卫23个席位，民主党则捍卫12个席位。民主党需要获得3到4个席位才能在参议院获得多数席位，这取决于哪个政党赢得副总统选举。民主党的筹款努力创下历史纪录，但在选举后的几天里民主党人的表现仍低于预期，在被认为有竞争力的比赛中未能翻转几个席位，他们唯一的收获是在亚利桑那州和科罗拉多州，而他们在阿拉巴马州失去一个席位。
根据喬治亞州的选举法规定，候选人必须在大选中赢得至少50%的选票，喬治亞州2名联邦参议员需经2021年1月5日的决选产生。由于民主党候选人乔恩·奥索夫和拉斐尔·沃诺克赢得了选举，讓参议院的兩黨黨團人數都是50位，党團平衡将自2000年以来首次持平，加上当选副总统的民主黨籍的賀錦麗以參議院議長的身份打破平局投票，使民主党以最小的优势控制参议院，完全執政。